# Paullinia yoco
Paullinia yoco là một loài thực vật có hoa trong họ Bồ hòn. Loài này được R.E. Schult. & Killip mô tả khoa học đầu tiên năm 1942.